# Ecionemia
Genre
Synonymes
- Hezekia de Laubenfels, 1934
- Thalassomora Lendenfeld, 1888

Les Ecionemia forment un genre d'éponges siliceuses.
Elles sont consommées par les tortues imbriquées.

## Liste d'espèces
Selon World Register of Marine Species (12 mai 2016) :
- Ecionemia acervus Bowerbank, 1864
- Ecionemia alata (Dendy, 1924)
- Ecionemia arabica (Lévi, 1958)
- Ecionemia australiensis (Carter, 1883)
- Ecionemia baculifera (Kirkpatrick, 1903)
- Ecionemia cinerea Thiele, 1900
- Ecionemia demera (de Laubenfels, 1934)
- Ecionemia densa Bowerbank, 1873
- Ecionemia nigra Sollas, 1888
- Ecionemia novaezealandiae (Dendy, 1924)
- Ecionemia obtusum Lendenfeld, 1907
- Ecionemia spinastra Lévi, 1958
- Ecionemia thielei Thomas, 1986
- Ecionemia walkeri (de Laubenfels, 1954)